# Kim Do-hoon
Kim Do-hoon est un footballeur sud-coréen né le 21 juillet 1970. Il était attaquant avant de devenir entraîneur.